# Piotr Strzembosz
Piotr Strzembosz herbu Jastrzębiec (zm. przed 28 września 1618 roku) – wojski lubelski w latach 1598–1618.
Poseł na sejm 1590 roku z województwa sandomierskiego.
W 1606 roku był członkiem zjazdu pod Lublinem, który przygotował rokosz Zebrzydowskiego.